# 6-Stunden-Rennen von Bahrain 2012

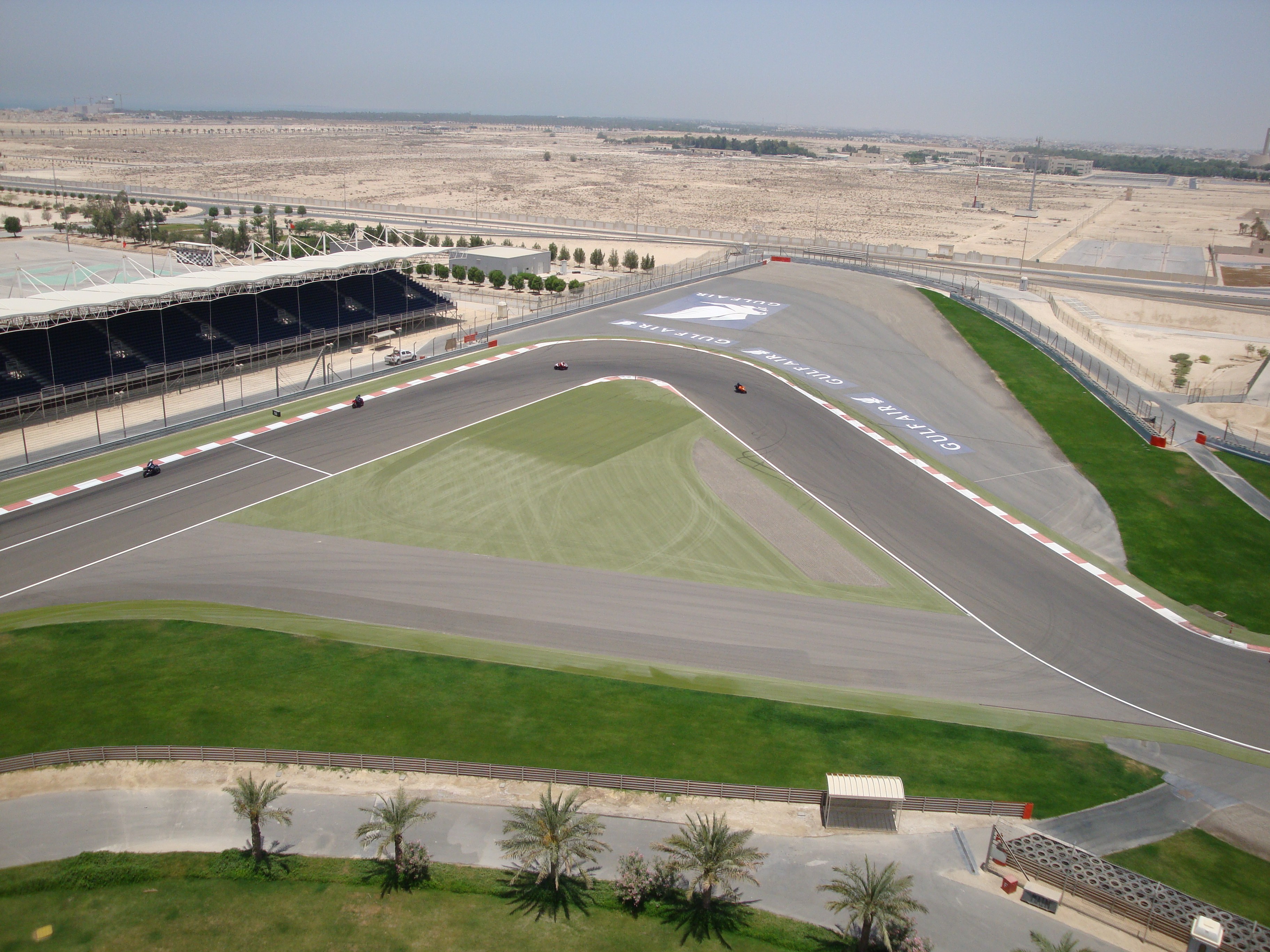
Bahrain International Circuit, Kurve 19

Das 6-Stunden-Rennen von Bahrain 2012, auch 6 Hours of Bahrain, Bahrain, fand am 29. September auf dem Bahrain International Circuit statt und war der sechste Wertungslauf der FIA-Langstrecken-Weltmeisterschaft dieses Jahres.

## Das Rennen
Wie schon bei den Meisterschaftsläufen davor konkurrierten zwei Audi R18 (in Bahrain meldete Joest Racing zwei R18 e-tron quattro) mit einem Toyota TS030 Hybrid. Im Qualifikationstraining war Allan McNish, der eine Bestzeit von 1:45,814 Minuten fuhr, um 0,5 Sekunden schneller als Nicolas Lapierre im drittplatzierten Toyota. 
Im Rennen gelang es Alexander Wurz in kurzer Zeit beide Audis zu überholen. Nach zwei Stunden Renndauer lag der Toyota mit einer Minute Vorsprung in Führung, als Lapierre zur Reparatur der Startnummernbeleuchtung von der Rennleitung an die Boxen beordert wurde. Das Tauschen der Lampen warf den Toyota an die sechste Stelle zurück. Eine Stunde vor Rennschluss fiel der Wagen nach einer Kollision beim Überrunden aus. Die beiden Audis hatten sich bald in der Reihenfolge Startnummer 1 vor der Nummer 2 sortiert. Im Ziel hatten André Lotterer, Benoît Tréluyer und Marcel Fässler 1 ½ Minuten Vorsprung auf die Teamkollegen Tom Kristensen und Allan McNish.

## Ergebnisse

### Schlussklassement
| 1               | LMP1    | 1   | Audi Sport Team Joest   | André Lotterer Benoît Tréluyer Marcel Fässler          | Audi R18 e-tron quattro   | 191 |
| 2               | LMP1    | 2   | Audi Sport Team Joest   | Tom Kristensen Allan McNish                            | Audi R18 e-tron quattro   | 190 |
| 3               | LMP1    | 21  | Strakka Racing          | Nick Leventis Danny Watts Jonny Kane                   | HPD ARX-03a               | 185 |
| 4               | LMP1    | 12  | Rebellion Racing        | Nicolas Prost Neel Jani                                | Lola B12/60               | 184 |
| 5               | LMP1    | 13T | Rebellion Racing        | Andrea Belicchi Harold Primat                          | Lola B12/60               | 181 |
| 6               | LMP2    | 49  | Pecom Racing            | Luís Pérez Companc Pierre Kaffer Nicolas Minassian     | Oreca 03                  | 179 |
| 7               | LMP2    | 23  | Signatech Nissan        | Jordan Tresson Franck Mailleux Olivier Lombard         | Oreca 03                  | 177 |
| 8               | LMP2    | 44  | Starworks Motorsport    | Vicente Potolicchio Tom Kimber-Smith Stéphane Sarrazin | HPD ARX-03b               | 177 |
| 9               | LMP2    | 32  | Lotus                   | Vitantonio Liuzzi Kevin Weeda James Rossiter           | Lola B12/80               | 177 |
| 10              | LMP2    | 26  | Signatech Nissan        | Pierre Ragues Nelson Panciatici Roman Rusinov          | Oreca 03                  | 176 |
| 11              | LMP2    | 24  | OAK Racing              | Matthieu Lahaye Olivier Pla Jacques Nicolet            | Morgan LMP2               | 172 |
| 12              | LMP2    | 41  | Greaves Motorsport      | Christian Zugel Ricardo González Elton Julian          | Zytek Z11SN               | 170 |
| 13              | GTE Pro | 51  | AF Corse                | Giancarlo Fisichella Toni Vilander                     | Ferrari 458 Italia        | 170 |
| 14              | GTE Pro | 97  | Aston Martin Racing     | Stefan Mücke Darren Turner                             | Aston Martin Vantage V8   | 169 |
| 15              | GTE Pro | 77  | Team Felbermayr-Proton  | Richard Lietz Marc Lieb                                | Porsche 997 GT3 RSR       | 169 |
| 16              | GTE Pro | 71  | AF Corse                | Andrea Bertolini Olivier Beretta                       | Ferrari 458 Italia        | 169 |
| 17              | GTE Am  | 88  | Team Felbermayr-Proton  | Christian Ried Gianluca Roda Paolo Ruberti             | Porsche 997 GT3 RSR       | 165 |
| 18              | GTE Am  | 61  | AF Corse-Waltrip        | Robert Kauffman Brian Vickers Rui Águas                | Ferrari 458 Italia        | 164 |
| 19              | GTE Am  | 57  | Krohn Racing            | Tracy Krohn Niclas Jönsson Michele Rugolo              | Ferrari 458 Italia        | 162 |
| 20              | LMP2    | 25  | ADR-Delta               | John Martin Tor Graves                                 | Oreca 03                  | 161 |
| 21              | GTE Am  | 50  | Larbre Compétition      | Julien Canal Patrick Bornhauser Fernando Rees          | Chevrolet Corvette C6 ZR1 | 157 |
| 22              | GTE Am  | 70  | Larbre Compétition      | Christophe Bourret Jean-Philippe Belloc Pascal Gibon   | Chevrolet Corvette C6 ZR1 | 153 |
| 23              | GTE Am  | 55  | JWA-Avila               | Markus Palttala Joël Camathias Paul Daniels            | Porsche 997 GT3 RSR       | 150 |
| Ausgefallen     |         |     |                         |                                                        |                           |     |
| 24              | LMP1    | 7   | Toyota Racing           | Alexander Wurz Nicolas Lapierre                        | Toyota TS030 Hybrid       | 144 |
| 25              | LMP2    | 31  | Lotus                   | Thomas Holzer Luca Moro                                | Lola B12/80               | 103 |
| 26              | LMP2    | 29  | Gulf Racing Middle East | Jean-Denis Delétraz Keiko Ihara Fabien Giroix          | Lola B12/80               | 97  |
| 27              | LMP1    | 22  | JRM                     | David Brabham Karun Chandhok Peter Dumbreck            | HPD ARX-03a               | 61  |
| 28              | LMP2    | 35  | OAK Racing              | Alex Brundle Bertrand Baguette Dominik Kraihamer       | Morgan LMP2               | 14  |
| Nicht gestartet |         |     |                         |                                                        |                           |     |
| 29              | LMP1    | 13  | Rebellion Racing        | Andrea Belicchi Harold Primat                          | Lola B12/60               | 1   |

1 Unfall im Training

### Nur in der Meldeliste
Zu diesem Rennen sind keine weiteren Meldungen bekannt.

### Klassensieger
| Klasse  | Fahrer               | Fahrer          | Fahrer            | Fahrzeug                | Platzierung im Gesamtklassement |
| ------- | -------------------- | --------------- | ----------------- | ----------------------- | ------------------------------- |
| LMP1    | André Lotterer       | Benoît Tréluyer | Marcel Fässler    | Audi R18 e-tron quattro | Gesamtsieg                      |
| LMP2    | Luís Pérez Companc   | Pierre Kaffer   | Nicolas Minassian | Oreca 03                | Rang 6                          |
| GTE Pro | Giancarlo Fisichella | Toni Vilander   |                   | Ferrari 458 Italia      | Rang 13                         |
| GTE Am  | Christian Ried       | Gianluca Roda   | Paolo Ruberti     | Porsche 997 GT3 RSR     | Rang 17                         |

### Renndaten
- Gemeldet: 29
- Gestartet: 28
- Gewertet: 23
- Rennklassen: 4
- Zuschauer: unbekannt
- Wetter am Renntag: heiß und trocken
- Streckenlänge: 5,412 km
- Fahrzeit des Siegerteams: 6:00:56,244 Stunden
- Gesamtrunden des Siegerteams: 191
- Gesamtdistanz des Siegerteams: 1033,690 km
- Siegerschnitt: 171,800 km/h
- Pole Position: Allan McNish – Audi R18 e-tron quattro (#2) – 1:45,814 = 184,100 km/h
- Schnellste Rennrunde: Nicolas Lapierre – Toyota TS030 Hybrid (#7) – 1:47,128 = 181,900 km/h
- Rennserie: 6. Lauf zum FIA-Langstrecken-Weltmeisterschaft 2012